# Esko Aaltonen
Esko Aaltonen (* 9. März 1893 in Forssa; † 24. März 1966 in Helsinki) war ein finnischer Soziologe und Volkskundler.
Nach Tätigkeiten als Oberschullehrer und Journalist in seiner Heimatstadt wurde Aaltonen Chefredakteur der Kulturzeitschrift Suomalainen Suomi. In seinem wissenschaftlichen Werk befasste er sich hauptsächlich mit dem finnischen Brauchtum und Genossenschaftswesen. Von 1949 bis 1951 wirkte er als Dozent für Sozialgeschichte an der Universität Turku und danach bis 1962 ebendort als Professor für Soziologie. In dieser Zeit wandte er sich der Sozialpsychologie, Sozialökologie und Familiensoziologie zu.

## Schriften (Auswahl)
- Länsi-suomen yhteismyllyt („Die Gemeinschaftsmühlen in Westfinnland)“, Diss. 1944
- Kuluttajat yhteistyössä („Konsumgenossenschaft“), 1953 (dt. Finnlands Verbraucher in ihrer Zusammenarbeit, 1958)